# 李安梅
李安梅（1999年10月3日—），英文名“Emily”，藝名「Emei」，美籍华裔歌手。祖籍中国安徽合肥市，2014年获得东方卫视《中国梦之声》全国年度总决赛季军而出道，人美声甜的混血儿萝莉外形备受媒体和观众关注，总决赛未开始被爆出为内定冠军。

## 主要经历
- 1999年 出生于美国新泽西，父母爷爷奶奶都是中国人
- 2010年 获得浙江省少儿才艺大赛中获第一名
- 2013年 获得由国务院侨务办公室、北京市人民政府、中华全国青年联合会共同主办的“水立方杯”海外华裔青少年中文歌曲大赛纽约区冠军[3][4]
- 2014年 参加东方卫视《中国梦之声》比赛最终获得全国年度总决赛第三名而出道，赛后马不停蹄加入东方卫视《与星共舞中国版》栏目担任长期明星嘉宾[5]
- 2015年 加入江苏卫视旅行探险节目《前往世界的尽头》

## 比赛历程

### 中国梦之声
| 播出时间       | 比赛主题                 | 演唱歌曲                                               | 备注及结果                                   |
| -------------- | ------------------------ | ------------------------------------------------------ | -------------------------------------------- |
| 2014年10月5日  | 中国梦之声大连赛区试音会 | 《colors of the wind》                                 | 晋级全国65强                                 |
| 2014年10月26日 | 中国梦之声组合之夜65进30 | 《狠狠爱》（VS郑秋泓、李杨璐、王雁）                   | 晋级全国30强                                 |
| 2014年11月2日  | 中国梦之声突围赛30进15   | 《大眼睛》（VS耿晓磊）                                 | 以55.94%：44.06%支持率战胜耿晓磊晋级全国15强 |
| 2014年11月9日  | 中国梦之声逆袭赛12+6进12 | ——                                                     | ——                                           |
| 2014年11月16日 | 中国梦之声全国12进10     | 《l know you were trouble》                            | 以65.43%：34.57%支持率战胜唐宝晋级全国10强   |
| 2014年11月23日 | 中国梦之声全国10进8      | 《爱的奉献》                                           | 以51.74%：48.26%支持率战胜郑秋泓晋级全国8强  |
| 2014年11月30日 | 中国梦之声全国8进6       | 《给我一个吻》                                         | 以59.95%：40.05%支持率战胜唐宝]晋级全国6强   |
| 2014年12月7日  | 中国梦之声全国6进4       | 《热情的沙漠》（VS朱兴东） 《木兰情》                  | 以541分排名第二，晋级全国4强                 |
| 2014年12月14日 | 中国梦之声全国4进1       | 《我的未来不是梦》 《better man》（VS杨永聪） 《知足》 | 以418分，败给郑兴琦、朱兴东获得全国季军      |

## 綜藝節目
- 2014年10月 东方卫视《中国梦之声》《偶像日记》《为梦想发声》
- 2014年12月 东方卫视《与星共舞中国版》《2014年东方卫视跨年晚会[6]》
- 2015年2月-4月，加入江苏卫视旅行探险节目《前往世界的尽头》